# Damen Shipyards Group

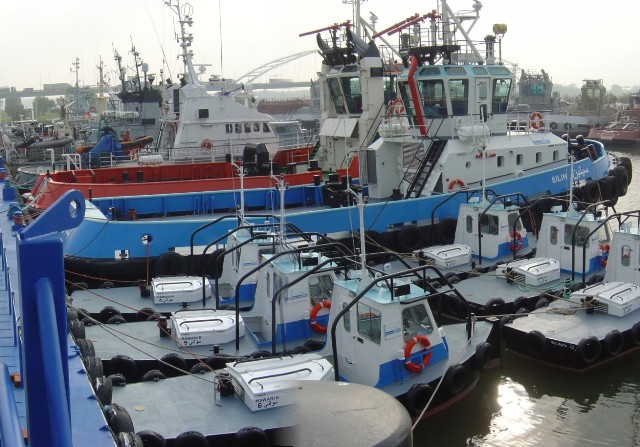
Verschillende soorten sleepboten in de haven van Damen te Gorinchem

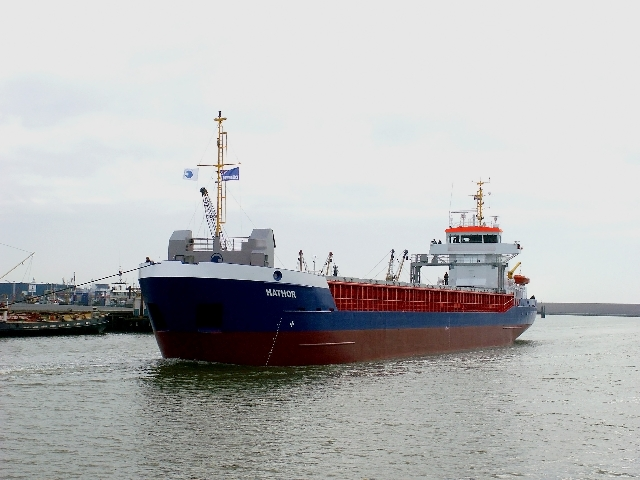
De Hathor, een schip voor Hunzelloyd, van het type Damen Combi Freighter 3850

Damen Shipyards Group is een Nederlands scheepsbouwconcern met meer dan dertig werkmaatschappijen in binnen- en buitenland en hoofdkantoor in Gorinchem. Het bedrijf kenmerkt zich door vergaande standaardisatie en modulaire bouw. Kleinere schepen als sleepboten, werkschepen en patrouillevaartuigen worden 'op voorraad' gebouwd. Het concern levert zeer diverse schepen van allerlei omvang.

## Activiteiten

### Producten
Damen bouwt veel verschillende schepen zoals coasters, veerboten, sleepboten, patrouillevaartuigen en crewtenders voor zowel de civiele als de militaire markt. Sleepboten en werkschepen werden van oudsher gestandaardiseerd en ondergebracht in klassen met namen als Stan Tug, Pushy Cat, Mini Cat, Multi Cat, Stan Tender en Shoalbuster. De afkorting 'Cat' daarin verwijst naar het motorenmerk Caterpillar, waarmee men al vroeg samenwerkte. Damen bouwt circa 40% van alle sleepboten ter wereld.
De werf geeft de voorkeur aan gestandaardiseerde scheepsrompen die snel, gebaseerd op de uiteenlopende wensen van de klanten, kunnen worden afgebouwd. De rompen worden geleverd door de buitenlandse vestigingen en op de Nederlandse werven worden de schepen afgebouwd.
Het bedrijf trad toe tot een samenwerkingsverband dat scheepsschroeven ontwikkelt die met 3D-printers worden gemaakt.

### Resultaten
In 2018 leed Damen Shipyards Group voor het eerst sinds 15 jaar een nettoverlies van € 17 miljoen. Het bedrijf kampt met een lage vraag als gevolg van de lage olieprijs waardoor offshoreprojecten worden uitgesteld. Verder is de vraag naar havensleepboten gedaald door felle concurrentie onder de slepers, ze gaan samenwerkingsverbanden aan met een lagere vraag naar nieuwe sleepboten tot gevolg. Tot slot staan de activiteiten bij Damen Schelde Naval Shipbuilding onder druk door het uitblijven van nieuwe opdrachten. In 2019 nam het verlies fors toe tot € 287 miljoen, vooral door tegenvallers bij offshoreprojecten. Zonder deze tegenvallers was het verlies € 23 miljoen. In 2020 leed het bedrijf voor het derde achtereenvolgende jaar verlies ter grootte van € 162 miljoen. De orderportefeuille per eind 2020 was 8 miljard euro inclusief de opdracht voor de bouw van vier fregatten voor de Duitse marine. In 2021 werd een bescheiden winst van € 1 miljoen gerealiseerd en dit steeg naar € 15 miljoen in 2022.
| Omschrijving                | 2013 | 2014 | 2015 | 2016 | 2017 | 2018 | 2019 | 2020 | 2021 | 2022 |
| --------------------------- | ---- | ---- | ---- | ---- | ---- | ---- | ---- | ---- | ---- | ---- |
| Omzet (in miljarden)        | €1,7 | €2,0 | €2,1 | €1,7 | €2,0 | €2,0 | €2,4 | €1,8 | €2,1 | €2,5 |
| Werknemers Nederland        | 3000 | 3000 | 3000 | 3000 | 3500 | 3500 | 3500 | 3600 |      |      |
| Werknemers buitenland       | 5000 | 6000 | 6000 | 6000 | 6500 | 8500 | 9500 | 8400 |      |      |
| Werven Nederland            | 15   | 15   | 14   | 15   | 15   | 16   |      |      |      | 16   |
| Werven buitenland           | 17   | 17   | 18   | 18   | 19   | 20   |      |      |      | 15   |
| Afgeleverde schepen:        |      |      |      |      |      |      |      |      |      |      |
| Sleepboten                  | 170  | 82   | 82   | 90   | 64   | 76   |      | 52   |      |      |
| Offshoreschepen             | 15   | 10   | 8    | 12   | 5    | 3    |      | 2    |      |      |
| Hogesnelheids- en veerboten | 55   | 39   | 62   | 40   | 40   | 40   |      | 30   |      |      |
| Pontons                     | 21   | 11   | 10   | 26   | 12   | 21   |      | 10   |      |      |
| Baggerschepen               | 5    | 13   | 15   | 18   | 23   | 13   |      | 13   |      |      |
| Marine en jachten           | 4    | 5    | 3    | 33   | 21   | 23   |      | 36   |      |      |
| Totaal                      | 270  | 160  | 180  | 219  | 165  | 176  |      | 143  | 143  | 104  |

### Nederlandse vestigingen
Vanaf de jaren tachtig nam Damen Shipyards verschillende Nederlandse scheepswerven over die in problemen kwamen en waarmee men de capaciteit en diversiteit aan schepen weet uit te breiden. In 1981 werd de werf Bodewes in Suameer overgenomen, in 1983 de werf Bijlholt in Foxhol, in 1984 de werf Maaskant, met vestigingen voor de bouw van vissersvaartuigen in Stellendam en Bruinisse.
Na deze nieuwbouwwerven werden ook steeds vaker reparatiewerven overgenomen. In 1985 begon dit kleinschalig met de overname van reparatiewerf Van de Sande in Breskens, in 1987 volgde Niehuis en Van den Berg in Rotterdam, in 1988 Reparatiebedrijf Vlaardingen-Oost in Vlaardingen en tot slot in 1989 de Oranjewerf in Amsterdam.
In 1991 begaf Damen zich in de bouw van luxe jachten met de overname van de werf Amels in Makkum, die in 2001 werd overgeplaatst naar Vlissingen, in een deel van de vestiging van de Koninklijke Schelde Groep aldaar. Deze laatste werf - in 2008 herdoopt in Damen Schelde Naval Shipbuilding - werd in 2001 overgenomen, waardoor Damen verder kon groeien in de bouw van grotere en bewapende oorlogsschepen. In 2003 werd ook een restant van de eens grote scheepswerf Wilton-Fijenoord in Schiedam overgenomen en als reparatiewerf Damen Shiprepair Rotterdam voortgezet. Tot dit onderdeel behoort ook reparatiewerf Van Brink Rotterdam in Pernis.
In maart 2013 werden de twee vestigingen van Shipdock overgenomen. Alle 130 medewerkers en de directie gingen mee over. Damen Shiprepair Harlingen richt zich op schepen tot 120 meter. Damen Shiprepair Amsterdam maakt gebruik van de vier gegraven dokken op het noordwestelijke deel van het NDSM-terrein en kan schepen repareren tot 250 meter lang.
Eind 2013 werd bekend dat de scheepswerf Bodewes uit Millingen aan de Rijn ging sluiten. Het scheepsbouw- en reparatiebedrijf had te weinig werk om de 30 werknemers aan het werk te houden. Bodewes werd in 1837 opgericht en op het hoogtepunt in de jaren zeventig werkten er meer dan 400 mensen.
In april 2017 maakten Damen Shipyards en Keppel Offshore & Marine bekend dat Damen de Rotterdamse reparatiewerf Keppel Verolme ging overnemen. De overname werd nog in 2017 afgerond. Damen heeft met de overname zijn positie in de scheepsreparatiemarkt verder versterkt. De Rotterdamse werf heeft drie gegraven dokken, een kadecapaciteit van meer dan 1800 meter en telt zo’n 250 personeelsleden. Het grootste dok van Keppel Verolme is 90 meter breed en 405 meter lang, terwijl het tot dan toe grootste Nederlandse dok van Damen 46 meter breed bij 307 meter lang was. Met deze transactie neemt de jaaromzet van Damen met ongeveer € 100 miljoen toe.
Uit het jaarverslag 2023 bleek dat er vastgoed in Nederland verkocht was. Het gaat om een oppervlakte van 64 hectare van de werf in Vlissingen voor € 80 miljoen. De acht hectare in Gorinchem, waar het hoofdkantoor gevestigd is, ging van de hand voor € 50 miljoen. Het ging hierbij om herfinancieringen in verband met tegenvallers met betrekking tot de Europese sancties tegen Rusland.

### Buitenlandse vestigingen
De bouw van gestandaardiseerde vaartuigen die volgens specifieke wensen van de klant tot gespecialiseerde schepen konden worden afgebouwd, leverde vooral klandizie op van aannemings- en baggerbedrijven en overheidsorganen, met name in landen in Afrika en Azië. De daaruit ontstane behoefte om de schepen ook ter plekke te kunnen onderhouden, repareren en ombouwen leidde tot de opening van buitenlandse vestigingen, aanvankelijk in de vorm van verkoopkantoren, later door de overname van plaatselijke bedrijven. Zo ontstonden in de jaren zeventig de eerste buitenlandse vestigingen in Bahrein en Nigeria; later volgden vele andere.
Vanaf de jaren tachtig werden ook scheepswerven in het buitenland overgenomen, uit kostenoverwegingen vooral in lagelonenlanden. Deels besteedt men hier de bouw van casco's uit, die daarna op andere vestigingen worden afgebouwd, steeds vaker worden hier complete schepen gebouwd. De belangrijkste zijn thans gevestigd in Gdynia (Polen), Galați (Roemenië), Singapore, Göteborg (Zweden) en Changde en Yichang (Volksrepubliek China). Ook reparatiewerven werden overgenomen in Brest en Duinkerke.
Via Damen Marine Services BV verzorgt het bedrijf de wereldwijde verhuur van schepen en via Damen Dredging Equipment levert men diensten voor de internationale baggerwereld.
Damen bouwde in 2015 een reparatiewerf op Curaçao voor de door Damen gebouwde sleepboten die in de Caribische wateren varen. Op voorstel van de Curaçaose regering nam de Groep op 1 februari 2017 ook de activiteiten over van de Curaçaose Dokmaatschappij (CDM), die in augustus 2016 gecontroleerd failliet was gegaan. Personeel en materieel gingen over naar het nieuwe bedrijf Damen Shiprepair Curaçao (DSCu). De oude drijvende dokken van de CDM worden in de loop van 2018 vervangen door grotere: dok C wordt 230 bij 45 meter en dok D 108 bij 23 meter. Deze omvang is uniek voor het Caribisch gebied en Latijns-Amerika.
In november 2017 maakte Damen Shipyards bekend het belang van Daewoo Shipbuilding & Marine Engineering (DSME) in de Roemeense stad  Mangalia te willen overnemen. Op 30 maart 2018 werd op een aandeelhoudersvergadering besloten dat de koop definitief werd. Damen betaalde € 22 miljoen voor 51% van de aandelen, de rest bleef in handen van de Roemeense overheid via het staatsbedrijf 2MMS. In 2018 nam de overheid nog een pakket van 2% over waarmee Damen met een belang van 49% als minderheidsaandeelhouder verder ging maar wel de leiding kreeg over het dagelijks bestuur. De werf met een oppervlakte van bijna 100 hectare ligt aan de kust van de Zwarte Zee. Er zijn drie grote droogdokken met een totale lengte van 982 meter en met een breedte tussen de 48 en 60 meter. Met de overname van het meerderheidsbelang heeft Damen capaciteit om de grootste schepen te bouwen en te onderhouden. Damen is al eigenaar van een scheepswerf in Roemenië, in Galați aan de Donau. Dit is de grootste werf van de Groep. In 2024 vroeg Damen faillissement aan voor de scheepswerf in Mangalia. Naar eigen zeggen vanwege contractbreuk, nadat een wetswijziging in 2023 de leiding in handen legde van 2MMS, hiervoor eist Damen compensatie. De Roemeense staat is op zijn beurt een rechtszaak begonnen tegen Damen wegens het opzettelijk aansturen op een faillissement door op illegale wijze schulden aan te gaan met dochterbedrijven.

## Geschiedenis
Het bedrijf werd op 14 november 1927 in Hardinxveld-Giessendam opgericht door de broers Jan en Marinus Damen onder de naam Scheepswerf Gebr. J. & M. Damen. Zij bouwden het bedrijf uit tot een scheepswerf met vier locaties: de oude werf waar het bedrijf was begonnen, twee nieuwe werven en een timmerwerf.
Met ingang van 1 januari 1969 werd het bedrijf gesplitst en gingen beide broers zelfstandig verder, ieder samen met een zoon met de voornaam Kommer. Jan Damen en zoon Kommer Damen Jzn namen de oude werf en timmerwerf in Neder-Hardinxveld over onder de naam Scheepswerf Damen NV. Marinus Damen en zijn zoon Kommer Damen Mzn namen de twee nieuwe werven in Boven-Hardinxveld over onder de naam Scheepswerf K. Damen.
Op Scheepswerf Damen NV in Neder-Hardinxveld ontwikkelde Kommer Damen zijn concept voor de bouw van sleepboten, werkschepen en andere vaartuigen op basis van een gestandaardiseerd ontwerp en modulaire bouwwijze. In 1975 verplaatste hij de werf naar een perceel aan de Boven-Merwede op industrieterrein Avelingen-West bij Gorinchem, waar ook het hoofdkantoor werd gevestigd. Van daaruit werd het bedrijf uitgebouwd tot het huidige conglomeraat aan werven en toeleveringsbedrijven onder de naam Damen Shipyards en moedermaatschappij Damen Shipyards Group.
Medio 2018 begaf Damen Shipyards zich in de markt voor cruiseschepen. Er ontstond een joint venture met de Italiaanse scheepswerf T. Mariotti, gespecialiseerd in de bouw van superjachten en luxe cruiseschepen. De joint venture kreeg de naam Mariotti Damen Cruise. De Amerikaanse cruise-rederij Seabourn bestelde twee grote schepen maar de samenwerking met Mariotti stopte al in maart 2019 waarna de order werd geannuleerd. De vervolgens nieuw opgerichte Damen-divisie Damen Cruise boekte vrijwel meteen een order voor een 16.000 tons mega-jacht voor de Noorse rederij SeaDream Yacht Club, maar ook deze order werd afbesteld in november 2019.
In januari 2020 werd bekend dat Damen vier fregatten voor de Duitse marine mag bouwen, alleen het parlement moet nog goedkeuring verlenen. De opdracht heeft een waarde van € 4,5 miljard. Damen is de hoofdaannemer en verzorgt het ontwerp en het projectmanagement, maar de schepen worden gebouwd in Hamburg op de scheepswerf van Blohm + Voss. Veel van de apparatuur op de schepen wordt geleverd door de Nederlandse afdeling van Thales. Het zijn schepen van het type MKS 180, 155 meter lang, die ook ingezet kunnen worden bij anti-piraterij-missies en het opsporen van onderzeeërs. In juni 2020 werd het contract definitief en de schepen worden tussen 2027 en 2031 geleverd.
Medio 2020 maakte Damen Shipyards bekend dat er wereldwijd 1050 van de ongeveer 12.000 arbeidsplaatsen gaan verdwijnen. In Roemenië gaan er 870 verloren en in Nederland 173. Vooral bij de werven voor middelgrote schepen, waar de offshore-industrie een van de grootste klanten is, vallen er klappen. Op de werven in Polen en Oekraïne wordt tijdelijk arbeidstijdverkorting ingevoerd. Net als de rest van de scheepsbouwsector heeft het indirect last van de lage olieprijs waardoor de offshore-industrie minder bestellingen plaatst en ook minder reparaties laat uitvoeren. In 2019 leed het bedrijf een recordverlies van € 287 miljoen, na een negatief resultaat van € 17 miljoen in 2018.
In april 2023 kreeg Damen de opdracht om vier Anti Submarine Warfare (ASW) fregatten te bouwen. Daarvan zijn er twee voor de Nederlandse en twee voor de Belgische marine. Deze order heeft een waarde van zo'n € 4 miljard. De casco's worden gebouwd in Roemenië en in Nederland de afbouw. De ASW-fregatten vervangen de huidige vier M-fregatten van de Karel Doormanklasse en het eerste ASW-fregat is voor de Koninklijke Marine en moet in 2029 inzetbaar zijn.
In 2025 werd bekend dat het Nederlandse Openbaar Ministerie Damen Shipyards gaat vervolgen. Damen wordt verdacht van omkoping, valsheid in geschrifte en witwassen en van het overtreden van de sancties tegen Rusland. Ook een aantal directieleden en oud-directieleden wordt vervolgd.
In juli 2025 kreeg Damen € 270 miljoen van de Nederlandse Staat. Damen is in financiële problemen gekomen door vertragingen in de bouw van de F126-fregatten voor Duitsland, een order groot € 7 miljard. Samen met Duitse werven gaat Damen in Duitsland zes grote fregatten bouwen, maar het project loopt vertraging op door softwareproblemen. Het werk vertraagd waardoor Damen wel kosten maakt voor het project, maar geen betalingen ontvangt van de opdrachtgever. Het Nederlandse geld dient ter overbrugging van deze periode.